# Hársbodobács
A hársbodobács (Oxycarenus lavaterae) a rovarok (Insecta) osztályának félfedelesszárnyúak (Hemiptera) rendjébe, ezen belül a poloskák (Heteroptera) alrendjébe és a bodobácsok (Lygaeidae) családjába tartozó faj.

## Elterjedése

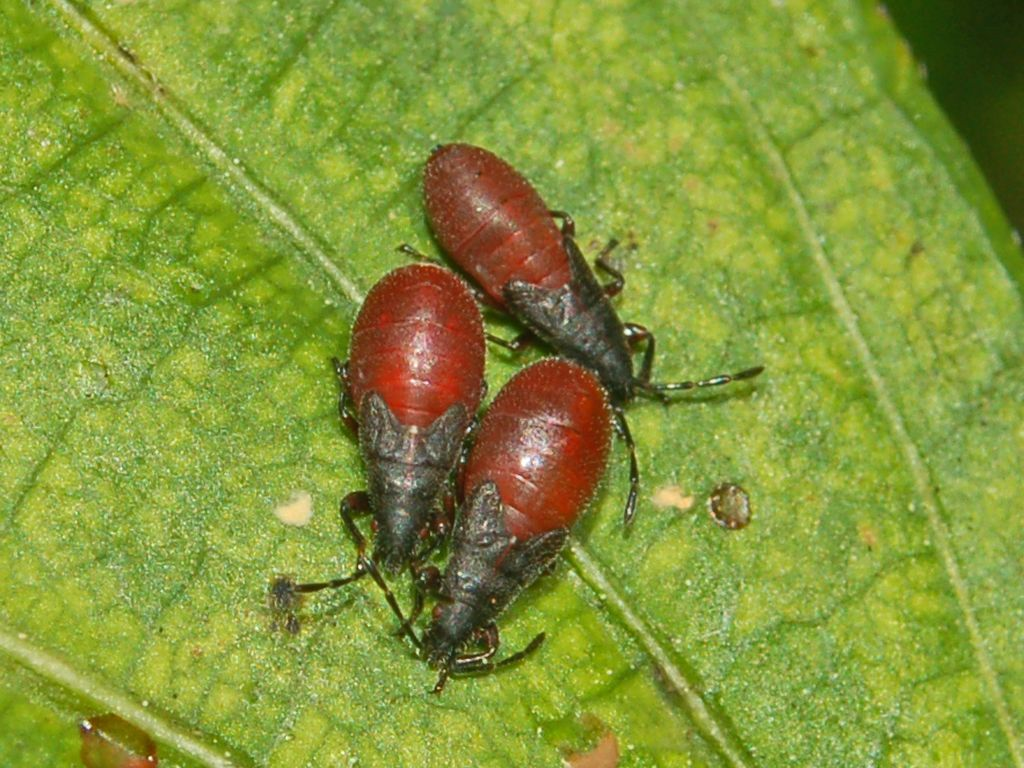
Nimfái

Eredetileg a Mediterráneum nyugati részén fordult elő, Marokkótól kezdve Spanyolországon, illetve Dél-Franciaországon át egészen Olaszországig és Máltáig. Emellett elérte Közép-Európát is, például a svájci Ticino kantont, Kelet-Szlovéniát, illetve Horvátország dalmát partvidékét. Az 1980-as években megkezdődött a faj kelet és észak felé történő terjedése, így több európai országban, köztük 1994-ben Magyarországon is észlelték. Napjainkban a faj elterjedési területe keletre egészen Kelet-Szlovákiáig terjed, Románia délnyugati részéig, valamint Kelet-Bulgáriáig, ahol elérte a Fekete-tenger partvidékét.

## Megjelenése
Az imágó hossza 4-5 milliméter, teste jellegzetesen vörös, fehér és fekete színű, ezért könnyen észrevehető. Feje, csápjai és a tor első része fekete. A nimfák jól megkülönböztethetők a kifejlett egyedektől: fejük, toruk és szárnycsonkjaik fekete, míg potrohuk téglavörös színű.

## Életmódja
A nyugati mediterrán térségben különféle mályvaféléken (beleértve a hársfaformák, a gyapjúfaformák és a Sterculioideae családját) fejlődik, majd különböző fák törzsére húzódik vissza a teleléshez. Ezzel szemben Olaszországban, Közép-Európában és a Balkán-félszigeten elsősorban hársfákon fordul elő, amelyeken nemcsak szaporodik, hanem telel is. Ezeken túl megtalálható még nyár-, platán- és vadgesztenyefákon, valamint mogyoróbokrokon is. Legtöbb megfigyelése telepített kislevelű hársokról származik külvárosi és városi élőhelyeken. Zöld növényi részekből, például levelekből és fiatal hajtásokból táplálkozik szívogatással.

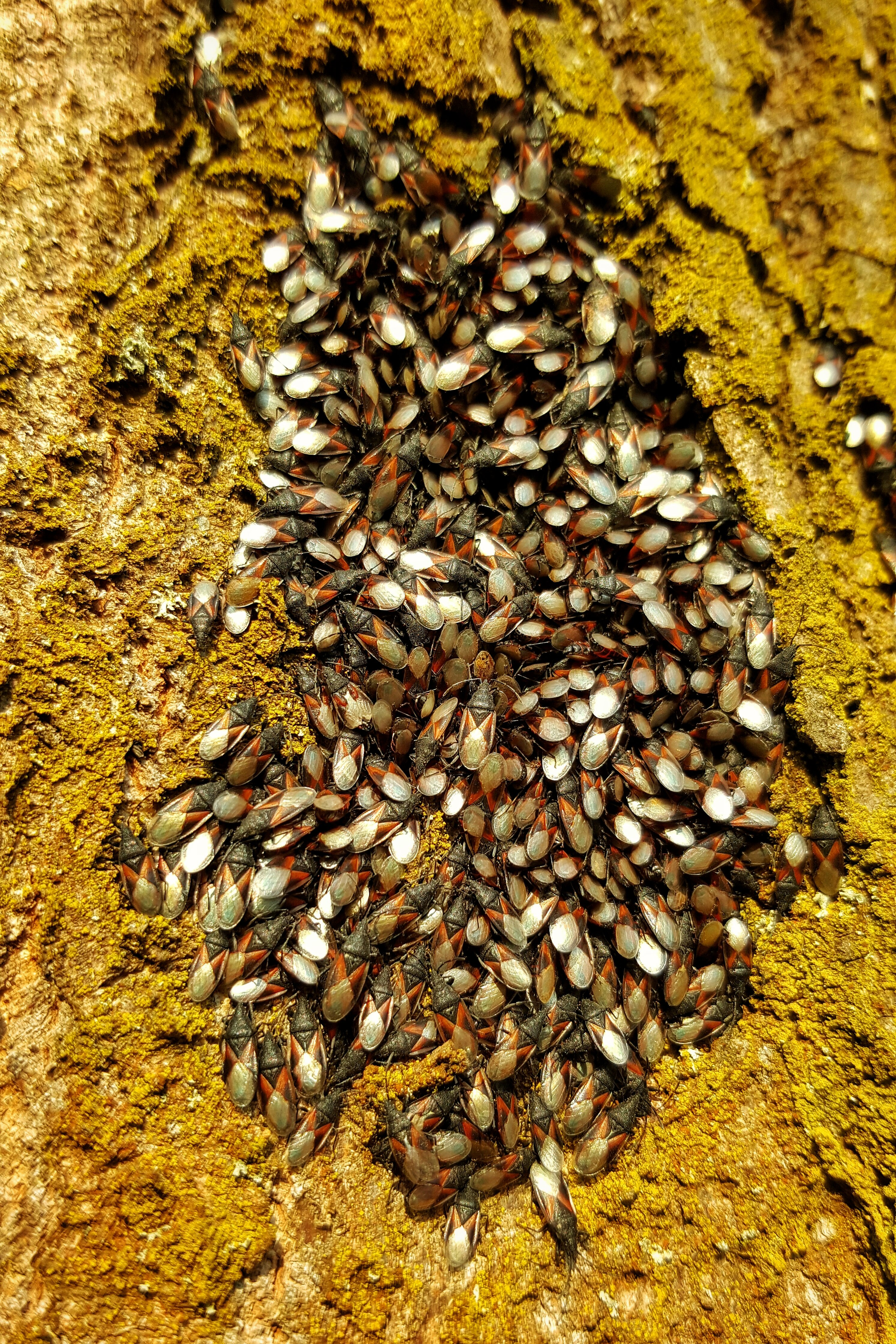
Hársbodobácsok csoportja egy hársfán

A hőmérséklettől függően évente több nemzedéke kifejlődhet: Magyarországon feltehetően két, míg Dél-Európában három-négy is. Csoportos életmódot folytat, amely teleléskor válik leginkább szembetűnővé: ilyenkor több száz, akár több ezer egyed alkot nagy csoportokat a fák törzsén. Jellemzően a fák déli, napos kéregrepedéseiben, mélyedésiben húzódnak meg, és kifejlett rovar formájában telelnek át, bár ritkán néhány lárva is előfordulhat a kolóniákban. Feltehetőleg csak a mélyebb résekben helyet találók képesek átvészelni a fagyot, így jelentős a téli halálozási arány.
A megfigyelések nem támasztják alá, hogy a faj jelentős károkat okozna, ezért általában nem tekintik kártevőnek. Ugyanakkor egyes kutatók úgy vélik, a legyengült hársfákon tömegesen megjelenő egyedek hozzájárulhatnak a fák kipusztulásához. Időnként nagy számban bejuthatnak emberi lakóhelyekre, kellemetlenségeket okozva, emellett egyes vélemények szerint kárt tehetnek termesztett növényekben, például az őszibarackban, a szőlőben és a díszmályvákban.